# 藤山車站
藤山站（日语：／ Fujiyama eki */?）是位於北海道留萌市藤山町，隸屬於北海道旅客鐵道（JR北海道）留萌本線的鐵路車站。電報略號為フヤ。
車站名稱源自車站的所在地，亦即是附近農場的擁有者藤山要吉的姓名。本車站只有部份列車停靠。

## 歷史
- 1910年（明治43年）11月23日 - 鐵道省留萌線深川車站至留萌車站之間設置本車站。
- 1931年（昭和6年）10月10日 - 留萌線改稱為留萌本線。
- 1949年（昭和24年）6月1日 - 由日本國有鐵道接管。
- 1962年（昭和35年）11月1日 - 取消貨物裝卸業務。
- 1984年（昭和59年）2月1日 - 取消行李裝卸業務。同時因為閉塞系統改進而移走交會設備。車站完全無人化。
- 1987年（昭和62年）4月1日 - 由於國鐵分割民營化，車站由JR北海道管理。
- 2023年（令和5年）4月1日 - 留萌本線石狩沼田至留萌廢線，本站廢站。

## 構造
廢站前為1面1線的地面車站，側式月台位於路軌的東北方（留萌方向的右方），沒有轉轍器的單線鐵路車站。以前曾是能夠進行列車交會，設有2面2線的車站。位於車站建築旁的月台東面，能夠使用平交道到達另一側月台的西方。車站建築旁的路軌為上行線，而對面月台的路軌則是下行線。此外，下行線往留萌方向的車站範圍還設有側線。但這些設置都在1993年3月廢除列車交會功能後移走。
為無人車站。車站建築位於車站的北方並與月台中間部份連接。車站還設置職員時，車站建築的正門左方曾設有用木板建成的辦公室，但車站無人化時已拆卸。而現時的車站建築外牆是利用不同地方收集的材料改建而成，因此像拼布一樣。沒有設置廁所，但過去曾設置但現在已關閉。
車站前是開拓70周年設立的「藤山開拓之碑」，並將周圍設置成由東北紅豆杉及紫藤組成的小公園。

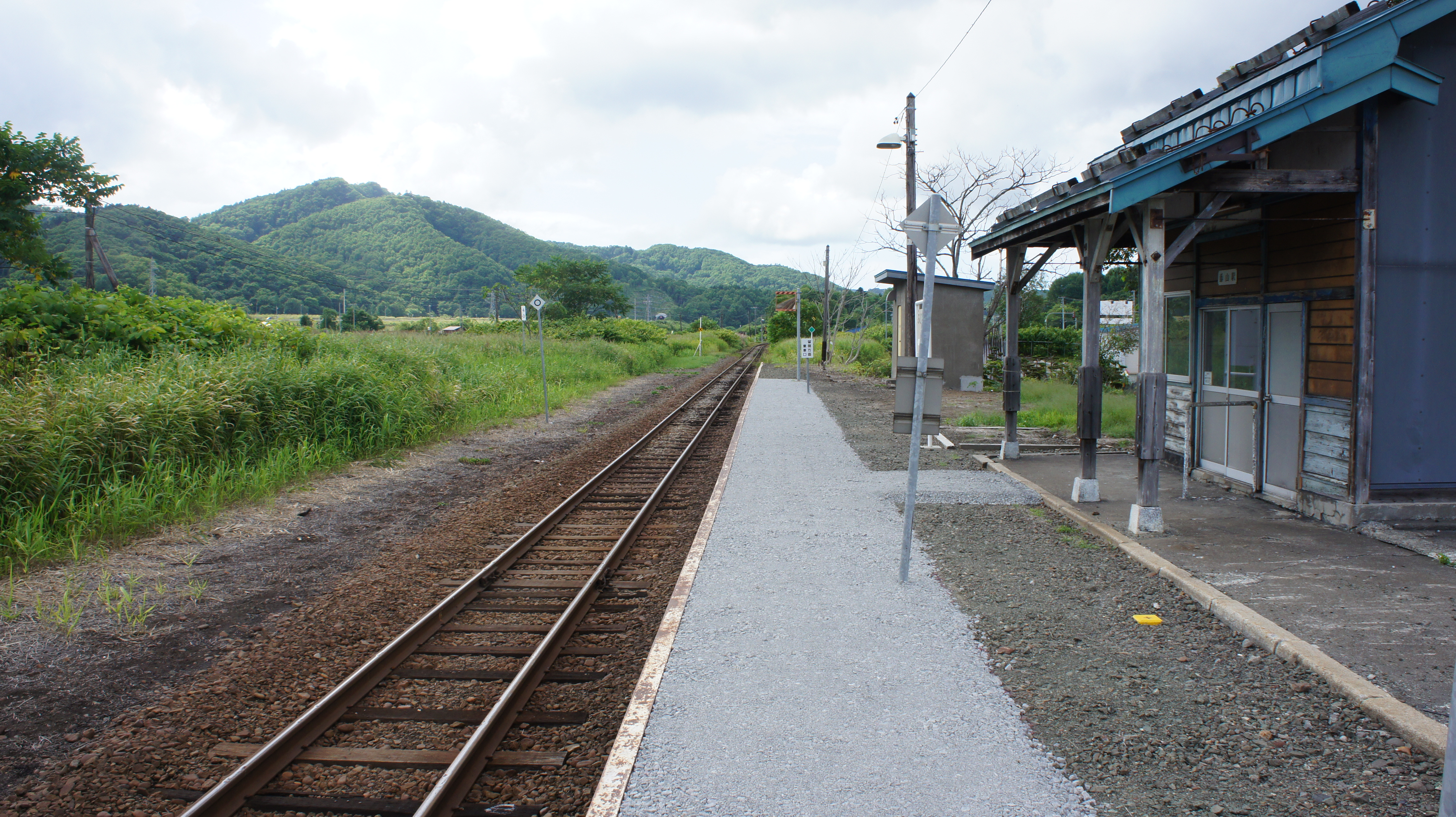
月臺（2017年8月）
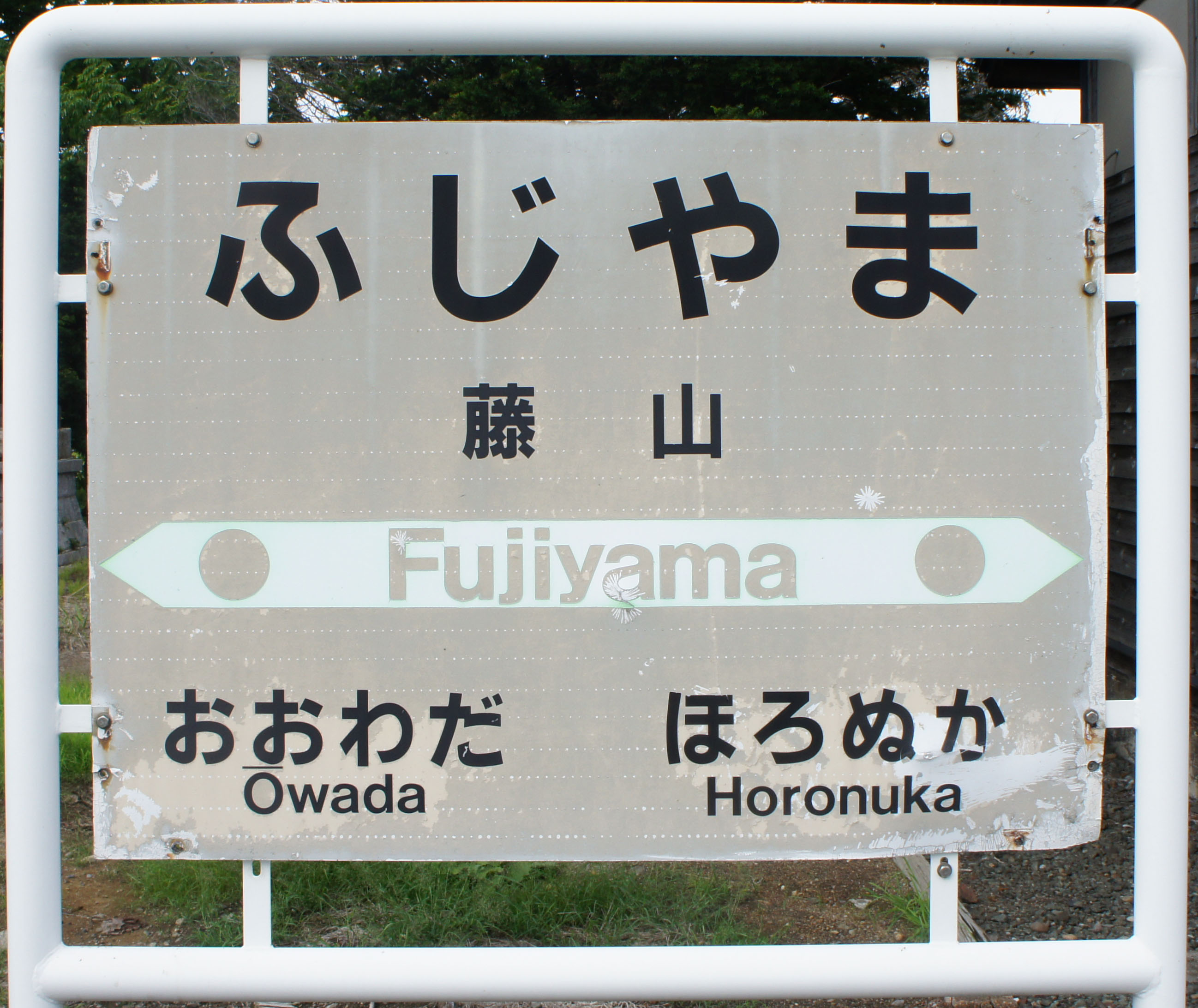
站名標（2017年8月）

## 載客量
- 1981年度的每天載客量為45人。
- 1992年度的每天載客量為8人。
- 2011年至2015年度平均每天載客量少於1人[1]。

## 周邊
車站前設立了開拓紀念碑「藤山開拓之碑」。周圍主要是以稻為主的農田。為藤山的聚居地，沿著山間的河有稀疏的房屋，但沿國道走房屋會愈來愈多，但沒有商店。
- 國道233號（日语：国道233号）（留萌國道）
- 藤山小學 - 2003年3月18日關閉。
- 留萌市 美循環館
- 風土工房（留萌市農村交流中心）
- 藤山車輛檢驗中心
- 藤山儲水池
- 留萌川
- 沿岸巴士、道北巴士「藤山」車站

## 相鄰車站
北海道旅客鐵道
留萌本線
幌糠－（櫻庭）－藤山－大和田
位於幌糠站至本車站之間的櫻庭站，已於1990年10月1日被廢站。
往深川（上行列車）方向的列車，部份（4920D、4926D）不會停靠本車站。
往留萌（下行列車）方向的列車，4921D不會停靠本車站及幌糠車站而直達峠下車站。

## 外部連結
- 藤山站（JR北海道旭川分社）（日語）